# Лядцо (Смоленская область)
Лядцо́ — деревня в Смоленской области России, в Ельнинском районе. Население — 9 жителей (2007) . Расположена в юго-восточной части области в 31 км к юго-востоку от города Ельня, в 1 км севернее автодороги Р96 Новоалександровский (А101) — Спас-Деменск — Ельня — Починок, в 1,5 км западнее от границы с Калужской областью. В 4 км севернее деревни железнодорожная станция О.п. 475-й км на линии Смоленск — Сухиничи. Входит в состав Теренинского сельского поселения.

## История
В годы Великой Отечественной войны деревня была местом ожесточённых боёв и была оккупирована гитлеровскими войсками в октябре 1941 года. Была освобождена 28 августа 1943 года

## Известные люди
- 31 октября 1913 года в деревне родился Герой Советского Союза, заместитель командира моторизованного батальона автоматчиков 56-й гвардейской танковой бригады (7-й гвардейский танковый корпус, 3-я гвардейская танковая армия, 1-й Украинский фронт), гвардии лейтенант Митрофаненков И. О. Пропал без вести на Висле 23 августа 1944 года [3].
- 24 января 1908 года в деревне родился Герой Советского Союза, командир отделения сапёрного взвода 586-го стрелкового полка 149-й стрелковой дивизии 65-й армии Центрального фронта, старший сержант Зуев И. Ф. [4].